# 악체
악체(樂蒂, 영어: Betty Loh Ti, 1937년 7월 24일 ~ 1968년 12월 27일)은 영국령 홍콩의 배우이다.

## 출연 작품

### 영화
- 《양산백과 축영태》 (1963년)
- 《천녀유혼》 (1960년)
- 《절대가인》 (1953년)

## 같이 보기
- 홍콩 영화